# Gouvernement Voznesensk
Het gouvernement Voznesensk (Russisch: Вознесенское наместничество губерния), ook bekend als onderkoninkrijk Voronesensk (Russisch: Вознесенское наместничество), was een gouvernement (goebernija) binnen het keizerrijk Rusland. Het bestond van 27 januari 1795 tot 1796. Het gouvernement ontstond uit de gouvernement Jekaterinoslav en het gebied ging op in het gouvernement Novorossiejsk. De hoofdstad was Voznesensk.